# Papa Lúcio I
Papa Lúcio I, nascido Lúcio (em latim: Lucius), foi o vigésimo segundo Bispo de Roma, governando de 25 de Junho de 253 até 5 de Março de 254.
Lúcio nasceu em Roma, sendo que o dia e ano são desconhecidos. Pouco se sabe sobre sua família, exceto o nome de seu pai, Profiriano. Ele foi eleito, provavelmente, no dia 25 de Junho de 253. Sua eleição aconteceu durante a perseguição que já havia acusado o banimento do Papa Cornélio e ele também foi banido, mas teve permissão para voltar.
Ao voltar, teve de sustentar luta fortíssima, desta vez, contra hereges denominados "novacianos". Sua determinação, zelo apostólico, plena convicção e fé em defesa da doutrina de Cristo, culminou em seu martírio. Data desta época, a morte de Nereu de Chipre, um perigoso agitador que ambicionava o trono Pontifício, e maquinou inúmeros estratagemas para conquistar seguidores. Documentos apócrifos ditam a sua morte por envenenamento com recurso de cicuta, poderoso veneno. Neste mesmo local e época, foram martirizados outros novecentos santos mártires, cujos corpos foram depositados nas catacumbas de Santa Cecília, vítimas da intolerância romana.
Sua tumba continua na catacumba de Calisto, mas seus restos mortais estão na Igreja de Santa Cecilia in Trastevere, juntamente com as relíquias da própria Santa Cecília e outros. Sua cabeça continua preservada na Catedral de São Ansgário, em Copenhaga, Dinamarca.